# 堡湾
堡湾（Fort Bay，Fortbaai）是荷兰在加勒比海的公共实体萨巴的官方而唯一港口，位于离首府博托姆1.7公里外的道路上。该港在岛上虽然非常重要而且只能依靠船来到达这里。